# Чеботарьов Дмитро Федорович
Дмитро́ Фе́дорович Чеботарьо́в (17 вересня 1908, Київ — 11 липня 2005) — український науковець-геронтолог. Член-кореспондент Академії медичних наук СРСР (з 1961).
Працював в Інституті клінічної фізіології АН УРСР (1945—1952), Українському науково-дослідному інституті клінічної медицини ім. М. Стражеска. Професор Київського інституту вдосконалення лікарів (1955—1961), з 1961 року — директор Інституту геронтології АМН СРСР.

## Життєпис
Народився 17 вересня 1908 року у Києві. 1933 року закінчив лікувальний факультет Київського медичного інституту. Від 1936 року працював у терапевтичній клініці цього інституту під керівництвом академіка В. М. Іванова. 1938 року захистив кандидатську дисертацію.
Під час Другої світової війни Дмитро Федорович працював у медичній службі Радянської Армії, керував відділенням евакогоспіталю. У повоєнні роки, закінчивши докторантуру в Інституті клінічної фізіології АН УРСР, працював старшим науковим співробітником у відділі, яким керував академік М. Д. Стражеско.
У 1953 р. Дмитро Федорович захистив докторську дисертацію. Упродовж року був заступником директора з наукової роботи Українського інституту клінічної медицини ім. М. Д. Стражеска. 1954 року Чеботарьова було затверджено у званні професора.
З 1954 р. по 1961 р. керував кафедрою терапії в Київському інституті удосконалення лікарів і понад 10 років (до 1964) був головним терапевтом і головою Вченої ради МОЗ України. 
В 1961 р. Дмитро Федорович був обраний членом-кореспондентом АМН СРСР, в 1966 р. — академіком АМН СРСР (з 1991 р. — Російської АМН), в 1992 р. — академіком НАН України та АМН України.
40 років життєвого і творчого шляху вченого нерозривно пов'язані з діяльністю Інституту геронтології АМН СРСР (з 1992 р. — Інститут геронтології АМН України). Ще у 1958 р. він очолив клінічне відділення. Впродовж 26 років (1961—1987) був директором Інституту, а з 1987 р. — науковим консультантом.

Могила Дмитра Чеботарьова на Байковому кладовищі

У 1999 році вийшов на заслужений відпочинок. Помер на 97-му році життя 11 липня 2005 року. Похований разом з дружиною на Байковому кладовищі (ділянка № 49б, 50°25′3.03″ пн. ш. 30°30′3.40″ сх. д. / 50.4175083° пн. ш. 30.5009444° сх. д.).

## Наукова діяльність
Клінічну та наукову школу пройшов під керівництвом двох видатних представників вітчизняної медицини — академіків В. М. Іванова та М. Д. Стражеска.
Перші роки наукової діяльності він присвятив дослідженням у галузі гастроентерології. У повоєнні роки глибоко й інтенсивно розробляв питання патології внутрішніх органів під час вагітності, вивчав зміни обміну речовин і функцій серцево-судинної системи при вагітності, фізіологічного і патологічного перебігу. Наукові розробки, здійснені протягом останніх десятиріч, присвячені актуальним питанням вікової фізіології та патології внутрішніх органів, геріатричної кардіології та фармакології. Д. Ф. Чеботарьов також керував розробкою і впровадженням нових форм організації медико-соціальної допомоги людям літнього і старшого віку, був ініціатором навчання медичних працівників основам геронтології та геріатрії.
Вперше в його роботах подані чіткі, клінічно обґрунтовані рекомендації стосовно лікування жінок із захворюваннями серця, які наполягали на продовженні вагітності, нові дані щодо патогенезу артеріальної гіпертензії, зумовленої пізнім токсикозом. Д. Ф. Чеботарьов — автор монографій «Гіпертензивний синдром вагітних» (1956), «Внутрішня патологія в клініці акушерства і гінекології» (1960). Праці з питань захворювань шлунково-кишкового тракту, стану внутрішніх органів у вагітних, питань геронтології та геріатрії тощо.
З ім'ям Д. Ф. Чеботарьова пов'язаний розвиток геронтологічних досліджень в СРСР та в Україні, створення геріатрії як нового розділу медичної науки й нової медичної спеціальності.
За редакцією Дмитра Федоровича видані перші в СРСР керівництва та посібники з геронтології та геріатрії, 28 збірок праць Інституту. Він — автор 10 посібників та 9 монографій, остання з яких («Геріатрія в терапевтичній практиці») відзначена премією ім. С. П. Боткіна Російською АМН (1994) і премією ім. М. Д. Стражеска НАН України (1995). Його перу належать понад 400 наукових праць.
Багато сил Дмитро Федорович віддав підготовці наукових, педагогічних і лікарських кадрів. Під його керівництвом захищено 16 докторських і 36 кандидатських дисертацій. Він — організатор (1970) і протягом кількох років завідувач кафедри геронтології та геріатрії Київського інституту удосконалення лікарів.
Плідну наукову і педагогічну діяльність Д. Ф. Чеботарьов поєднував з великою науково-громадською роботою. Упродовж багатьох років (з 1963 до 1988) очолював Всесоюзне науково-медичне товариство геронтологів і геріатрів, був членом правління Всесоюзного та Українського товариств терапевтів і кардіологів, членом виконкому Міжнародної асоціації геронтологів, радником ВООЗ Центру соціального розвитку та гуманітарних питань ООН. Його участь як доповідача і лектора на міжнародних конгресах, конференціях, симпозіумах на запрошення геронтологічних товариств країн Європи, США, Японії, Мексики сприяла розвитку міжнародних наукових зв'язків Інституту.
Заслуги Д. Ф. Чеботарьова отримали широке міжнародне визнання. В 1972 р. він був президентом ІХ Міжнародного конгресу геронтологів, що проходив у Києві, в 1972—1975 рр. — президентом Міжнародної асоціації геронтологів. Також був членом Німецької Академії природознавства Леопольдина, почесним членом національних товариств геронтологів Болгарії, Німеччини, Угорщини, Польщі, Італії, Бразилії, Чехословаччини та інших країн.

## Нагороди
Нагороджений медаллю ВООЗ, Міжнародною премією ім. Верцара, почесними медалями та грамотами національних медичних організацій. За заслуги у справі розвитку охорони здоров'я та медичної науки нагороджений орденом Жовтневої революції, трьома орденами Трудового Червоного Прапора, Почесною Грамотою Верховної Ради УРСР. У 1964 р. йому було присвоєно звання заслуженого діяча науки УРСР. У 1984 р. вченому була присуджена Державна премія УРСР в галузі науки і техніки.